# Asplenium subglandulosum
Asplenium subglandulosum är en svartbräkenväxtart som först beskrevs av William Jackson Hooker och Grev., och fick sitt nu gällande namn av Salvo, Prada och T. E.Diaz. Asplenium subglandulosum ingår i släktet Asplenium och familjen Aspleniaceae. Inga underarter finns listade.